# Гессен, Яков Матвеевич
Яков Матвеевич (Шмулевич) Гессен (1869—1942) — юрист, издатель и переводчик. Отец С. Я. Гессена.

## Биография
Родился 18 (30) августа 1869 года, в семье маякского мещанина Шмуля-Муниша Берковича (Муниша Борисовича) Гессена (1841 — после 1894) — купца 2-й гильдии, занимавшегося хлебной торговлей. Как и старший брат Владимир окончил Николаевскую гимназию и юридический факультет Императорского Новороссийского университета в Одессе.
Работал юрисконсультом в частных фирмах. В 1901 году переехал в Санкт-Петербург, был присяжным поверенным окружного суда. Участвовал в создании издательства «Право», которым заведовал до 1918 года. В 1910–1914 годах был членом правления Всероссийского общества книжного дела. Был активным деятелем кадетской партии. В 1917 году стал директором Петроградского художественно-дрматического общества.
Вместе с другими представителями рода Гессен участвовал в созданиии КАМВО – крупнейшей акционерной судоходной компании в Российской империи.
После 1917 года — юрисконсульт Народного банка; в 1919—1924 годах работал в Петроградском отделении Главнауки Наркомпроса РСФСР, заведовал Управлением научных и высших учебных заведений, в 1925 году — Управлением научно-художественных организаций. С 1926 года был юридическим консультантом и заместителем учёного секретаря Государственной публичной библиотеки, ведал всеми юридическими вопросами, составлением планов деятельности. 
Одновременно, в 1920 годах был членом «Общества для распространения просвещения между евреями в России», а также членом правления Всероссийского театрального общества, в 1925—1933 годах — членом правления Ленинградской филармонии — поддержал ходатайство об установлении в её зале одного из лучших в то время органов, организовал изд. «Муз. еженедельника», выпустил книгу 
В 1930 году благополучно прошел «чистку» госаппарата от «чуждых элементов»; в 1933 году за составление годового темфинплана ГПБ, «признанного образцовым и послужившим стандартом и для других научных учреждений», был удостоен премии Наркомпроса РСФСР. Тем не менее, 16 марта 1935 года был арестован и выслан из Ленинграда; место ссылки было заменено с Астрахани на Воронеж, где он жил с женой в окрестностях города в нищете и без работы. Его богатая библиотека была конфискована, ленинградская квартира передана райжилуправлению. По ходатайству Р. М. Плехановой срок ссылки был сокращён с пяти до трех лет; он был принят на работу в Воронежскую областную библиотеку; затем был на поселении в Новгороде. После получения разрешения вернуться в Ленинград, был принят 1 июня 1939 года на работу в Публичную библиотеку.
Умер во время блокады от голода; исключен из списков сотрудников библиотеки 16 мая 1942 года «ввиду смерти». Предположительно был похоронен в братской могиле на еврейском Преображенском кладбище. Реабилитирован посмертно В 1989 году посмертно был реабилитирован.